# Morfema
Nella linguistica descrittiva moderna, il morfema è il più piccolo elemento dotato di significato in una parola (o in un enunciato) e si colloca sul piano della prima articolazione. In questo senso, rappresenta l'unità di analisi della morfologia. Questa analisi, detta "analisi morfemica", consiste nell'individuazione di confini tra elementi linguistici e avviene tramite segmentazione.
Essa considera anche le modificazioni fonologiche che avvengono tra i morfemi abbinati. Va considerato che esistono unità minime prive in sé di significato (sono i fonemi) e unità dotate di significato, ma non minime (sono i sintagmi). Nella sua accezione più generale, il termine corrisponde grossomodo al concetto di monema della terminologia linguistica francese, legato al nome del linguista André Martinet, e al giorno d'oggi l'ha ormai sostituito. Il termine è stato coniato su fonema, un precedente termine tecnico della linguistica.

## Scomposizione di parole in morfemi
Se prendiamo ad esempio le parole italiane parla, parlavo, parlando, parlante, parlare, è facile identificare un elemento parl- e altri elementi (-a, -avo, -ando, -ante, -are). Tanto l'elemento parl- quanto gli altri sono morfemi: tutti questi elementi hanno un significato proprio (spesso indicato tra parentesi graffe). Il primo morfema (parl-) veicola il significato centrale della forma linguistica in questione. Il morfema -a significa {INDICATIVO PRESENTE 3a PERSONA}; il morfema -avo significa {INDICATIVO IMPERFETTO 1a PERSONA}; il morfema -ando significa {GERUNDIO PRESENTE}; il morfema -ante significa {PARTICIPIO PRESENTE SINGOLARE}; il morfema -are significa {INFINITO}. Come si può vedere, un morfema può veicolare sincreticamente più informazioni grammaticali (il morfema -i, in ragazzi, significa contemporaneamente {MASCHILE} e {PLURALE}).
Un altro esempio è la parola inglese tourists, che può essere scomposta in tour ('viaggio'), -ist- (che significa, tra le altre cose, {PERSONA CHE FA QUALCOSA}) e -s (che significa {PLURALE}).
Il processo di scomposizione è attuato intuitivamente dai parlanti tramite una segmentazione.
Dall'analisi morfemica si evincono due punti fondamentali:
- i morfemi di una lingua ricorrono, cioè vengono riutilizzati, secondo il principio di economia teorizzato da André Martinet: le lingue tendono al riuso di materiali piuttosto che alla loro creazione;
- i morfemi di una lingua, da un punto di vista fonologico, sono tendenzialmente stabili; esprimono cioè lo stesso significato a fronte di una relativa identità di forme; esistono certamente variazioni fonologiche (ad esempio, il morfema in-, che in italiano può significare {NEGAZIONE}, può realizzarsi in diverse forme: incostituzionale, illogico, irreale ecc.), ma esse rappresentano un fenomeno minoritario rispetto ad un panorama di generale stabilità.

## Categorie di morfemi

### Morfemi lessicali e morfemi grammaticali
Nella parola italiana parla è possibile distinguere un morfema lessicale (parl-) e un morfema grammaticale (-a).
Questa è una prima fondamentale distinzione tra morfemi:
- morfema lessicale: un morfema che veicola l'elemento lessicale del significato della parola;
- morfema grammaticale: un morfema che fornisce informazioni grammaticali e dà la forma corretta nel contesto.

Nella linguistica storica si preferisce limitare il concetto di morfema a un elemento non ulteriormente suddivisibile che abbia una funzione grammaticale, escludendo dunque i morfemi indicati come lessicali; ciò che resta di una parola una volta tolti tutti i morfemi si chiama semantema.

### Morfemi liberi e morfemi legati
Dagli esempi precedenti è poi possibile constatare che ci sono morfemi che possono stare da soli (come la parola inglese tour) e morfemi che non possono stare da soli e quindi devono legarsi ad altri morfemi. I primi sono detti morfemi liberi, i secondi morfemi legati. In molte lingue, il tipo classico di morfema legato è l'affisso. In inglese, tutti gli affissi sono morfemi legati, mentre sostantivi e verbi sono generalmente morfemi liberi, che possono eventualmente legarsi ad un altro morfema (ad esempio, alla -s del plurale o a -ed per formare il passato). In inglese, quando un morfema libero (come dress, 'vestito') si lega ad altri morfemi è detto "radice". Ad esempio, nella parola undressed, un- è un prefisso (cioè un particolare tipo di affisso), dress è la radice, -ed è un suffisso (altro tipo di affisso).
Una prima difficoltà è legata al fatto che alcuni elementi che sembrano radici non sono in realtà morfemi liberi. Ad esempio, nelle parole inglesi receive, reduce e repeat sembra possibile riconoscere il prefisso re- (con il significato di {DI NUOVO}), ma -ceive, -duce e -peat non sono morfemi liberi. Qualcosa di analogo accade in italiano: la parola riaprire può essere scomposta in ri- (con il significato di {DI NUOVO}), apr- (radice) e -ire (con il significato di {INFINITO}), mentre una scomposizione analoga non è possibile per ripetere. Altrettanto, rifare significa fare di nuovo, ma riparare non vuol dire parare di nuovo.

#### Radici legate
In italiano esistono pochi morfemi liberi (ad esempio, città, specie, sopra, bene, là), mentre la maggior parte delle parole consiste di "radici legate", come in rimontato, scomponibile in ri- (prefisso legato), mont- (radice legata), -at- (suffisso legato), -o (suffisso legato). In lingue tendenzialmente analitiche (in cui, cioè, ogni parola è scomponibile in un numero basso di morfemi o non è scomponibile affatto), come l'inglese, invece, la maggior parte delle parole è rappresentata da morfemi liberi (quindi anche nomi, aggettivi, verbi ecc.).

### Morfemi lessicali e morfemi funzionali
Come detto, sono morfemi lessicali i morfemi che veicolano il significato centrale di una parola. È il caso dell'italiano parl- o dell'inglese talk: nel primo caso si ha una radice legata, nel secondo un morfema libero. Ciò dipende dal fatto che l'italiano è una lingua flessiva, con un indice di sinteticità più alto rispetto all'inglese (ciò significa che, in media, una parola italiana contiene più morfemi rispetto ad una parola inglese, che, al limite, non è scomponibile).
Altri morfemi liberi non veicolano propriamente il contenuto del messaggio della comunicazione, ma hanno un ruolo funzionale (e sono detti per questo "morfemi funzionali"): si tratta, ad esempio, delle parole italiane e, ma, quando, perché, su, in, il ecc. Come si vede, si tratta sostanzialmente di congiunzioni, preposizioni, articoli e pronomi: queste parole sono spesso indicate come "parole vuote", cioè parole che piuttosto che veicolare un significato proprio stabiliscono relazioni tra le "parole piene", quelle cioè dotate di significato proprio, come nomi, aggettivi, verbi ecc. Questo genere di morfemi liberi esiste anche in inglese (and, but, when, because, on, in, the ecc.). È assai raro che alle lingue si aggiungano nuovi morfemi funzionali: questa classe di parole è quindi considerata "chiusa".

### Morfemi derivativi e morfemi flessivi
Tra i morfemi legati, è possibile distinguere morfemi derivativi (o derivazionali) e morfemi flessivi (o flessionali).
I primi sono utilizzati per creare parole nuove, spesso di categorie grammaticali diverse. La forma di partenza è detta forme base. Ad esempio, dall'aggettivo inglese good ('buono'), con l'aggiunta del suffisso -ness, si ottiene un nome (goodness, 'bontà'). Dall'aggettivo italiano leale, con l'aggiunta del suffisso -tà, si ottiene il nome lealtà. Anche i prefissi possono essere morfemi derivativi (ad esempio, da costituzionale si ottiene incostituzionale con il prefisso in-).
Il processo generale di formazione di parole nuove tramite l'aggiunta di morfemi è detto derivazione.
Latino e greco offrono esempi di derivazione da infissi: dalla radice latina vic- ('vincere') si ottiene vin-c-o ('io vinco'); dalla radice greca math- ('imparare') si ottiene ma-n-tháno ('io imparo'). In entrambi i casi, l'infisso è nasale.
Quanto ai morfemi flessivi, essi non vengono usati per formare parole nuove, ma per precisare l'informazione grammaticale. Sono ad esempio usati per indicare se la parola è singolare o plurale.
Ecco alcuni esempi di morfemi flessivi in lingua italiana:
- in ragazzi, il morfema -i , che significa {PLURALE MASCHILE};
- in guardavo, i morfemi -av-, che significa {IMPERFETTO}, e -o, che significa {PRIMA PERSONA SINGOLARE};
- in bellissimo, il morfema -issim-, che significa {MOLTO}, e il morfema o- che significa, in analisi grammaticale, {PERSONA MASCHILE}.

Il processo di formazione di parole tramite morfemi flessivi è detto flessione.
Una parola appartenente ad una data categoria grammaticale (ad esempio, un aggettivo), modificata da un morfema flessivo, non cambia per questo categoria grammaticale: l'aggettivo inglese old (morfema libero), se modificato dal morfema legato -er (dall'inglese antico -ra), passa al grado comparativo, ma resta un aggettivo.
Morfemi derivativi e morfemi flessivi sono spesso usati nella stessa parola. Ad esempio, la parola nazionali è composta dal morfema lessicale nazion- (radice legata), dal morfema derivativo -al- (suffisso legato), che deriva l'aggettivo da un nome, e dal morfema flessivo -i, che è la desinenza e significa {PLURALE}. In genere, il morfema flessivo segue quello derivativo: così nell'esempio italiano nazionali e nella parola inglese teachers, formata dal morfema lessicale teach (verbo 'insegnare'), il morfema derivativo -er (dall'inglese antico -ere) e il morfema flessivo -s.
A differenza delle lingue tendenzialmente analitiche, nelle lingue flessive, le parole sono necessariamente legate ai morfemi flessivi. I morfemi derivativi hanno invece uno spazio operativo assai più ristretto. Se, ad esempio, prendiamo il suffisso inglese -ness, che forma nomi astratti da aggettivi, la sua applicazione alle basi non è sistematica (come accade invece con il morfema flessivo italiano -o, che significa {PRESENTE 1a PERSONA SINGOLARE}): mentre da tender ('tenero') è possibile ottenere tenderness ('tenerezza'), lo stesso non accade con lucid (*lucidness). Nelle lingue, dunque, esistono parole possibili che pure non fanno parte del repertorio dei parlanti (ad esempio, in italiano non esiste iniziamento).
Esistono peraltro restrizioni legate a ragioni di linguistica storica. Ad esempio, il suffisso inglese -ity si lega di norma a basi di origine latina (esiste vanity, ma non *sweetity).

### Schematizzazione
Le diverse categorie di morfemi possono essere così schematizzate:
- morfemi
  - morfemi liberi
    - morfemi lessicali
    - morfemi funzionali

  - radici legate
    - morfemi lessicali

  - morfemi legati
    - morfemi derivativi
    - morfemi flessivi

## Morfi e allomorfi
È chiaro che nello studio di una lingua ci si può imbattere in forme diverse dello stesso "concetto", ad esempio si pensi alle coniugazioni irregolari dove la radice si modifica (muoi-o, muor-i, mor-iamo) o agli aggiustamenti ortografici (bac-o, bach-i) o fonologici (amic-o, amic-i) che si possono trovare in alcune declinazioni.
In linguistica si è compreso che il morfema è un concetto più funzionale se concepito come astrazione. Non importa, cioè, quale sia la forma particolare che esso assume in una parola: si tratta sempre dello stesso morfema. La forma precisa di un morfema che si trova in una parola si chiama morfo: muoi-, muor- e mor- sono allomorfi (cioè morfi di una stessa classe) dello stesso morfema; e così pure bac- e bach- o amic- ([aˈmik], con c occlusiva velare) e amic- ([aˈmiʧ], con c affricata alveopalatale).
In questo modo si possono trovare regole fisse anche in una coniugazione irregolare; confrontando per esempio muoi-o, muor-i, mor-iamo con dorm-o, dorm-i, dorm-iamo troviamo come regola che vanno apposte le desinenze -o, -i e -iamo al morfema della radice. Quale dev'essere il morfo esatto che si trova nella parola dipende dall'uso della lingua.

## Morfemi discontinui
Un morfema può essere composto anche di più parti separate con altri morfemi in mezzo; ad esempio in lingua tedesca il participio passato si forma apponendo contemporaneamente un prefisso e un suffisso alla radice del tema. Si prenda come esempio il verbo lieben, che corrisponde all'italiano amare; esso è composto dalla radice lieb- e dalla desinenza -en: dalla radice lieb- si ricava il participio geliebt, che corrisponde all'italiano amato, apponendo il morfema ge- (...) -t. È da notare che non esistono né la forma *gelieb né la forma *liebt e dunque si tratta proprio di un unico morfema in quanto non può essere ulteriormente suddiviso; talvolta è chiamato "circonfisso", altre volte "morfema parasintetico" o morfema discontinuo.
L'esistenza di questo tipo di morfemi è controversa e alcuni linguisti sostengono che in realtà si tratta di un'operazione in due passi: si parte da un tema diverso ottenuto per prefissazione (nell'esempio è ge-lieb-) a cui si appone la desinenza (nell'esempio è -t) distinguendo dunque le due particelle come morfemi separati.
Un caso particolare sono le lingue non concatenative, come le lingue semitiche, in cui le radici sono una sequenza di consonanti nelle quali si incastrano a pettine le vocali che ne precisano la funzione grammaticale; ad esempio in ebraico la radice *gdl ha il senso di "grandezza": la parola gadol significa "grande (maschile)", la parola gadal significa "egli crebbe", la parola godel significa "dimensione", e così via. In questo caso il morfema della radice si può indicare con g-d-l, mentre i vari morfemi grammaticali applicati si possono indicare con -a-o-, -a-a-, -o-e-, e così via.

## Altri tipologie di morfemi
Esistono inoltre altre tipologie di morfemi molto varie e complesse.

### Morfemi sostitutivi
Esistono, per esempio, dei morfemi detti "sostitutivi", siccome si manifestano sostituendo un fono con un altro fono. Un esempio che spesso si cita a questo proposito è il plurale di alcune parole inglesi: foot ("piede") ha come plurale feet. Come si può vedere, la forma del plurale si rende modificando la vocale della radice.

### Morfema zero
È possibile imbattersi, nella trattazione sui morfemi, nel cosiddetto "morfema zero", noto anche come "morfo zero". Questo tipo di morfema si presenta quando una distinzione, solitamente presente nella lingua analizzata, non viene rappresentata in alcun modo nel significante. L'inglese si presta ancora una volta come esempio per comprendere appieno il concetto: l'inglese generalmente marca (cioè indica con appositi morfemi) il plurale delle parole. Vi sono tuttavia delle eccezioni come ad esempio la parola sheep (SG) che ha come plurale sheep (PL). Il plurale, nell'esempio riportato, non è marcato in alcun modo da un morfema ed anzi è proprio l'assenza di morfi a segnalarlo.
Nel caso più proprio dell'italiano bisogna prestare attenzione: l'italiano non aggiunge morfemi alla forma singolare per realizzare la forma plurale, ma ricorre a diverse desinenze. Ci sono dei termini in italiano che presentano una forma del singolare identica a quella del plurale come, ad esempio, realtà. Non è dunque del tutto esatto parlare di morfema zero per la realizzazione del plurale in italiano per sostantivi invariabili, siccome zero in questo caso è anche la forma del singolare.

### Morfema cumulativo
I morfemi grammaticali spesso portano più di un'informazione allo stesso tempo. Un esempio: nella parola italiana "simpatiche", la {-e} indica sia il plurale sia il femminile.
Oppure un altro esempio ci è fornito dalla lingua latina, dove, ad esempio, "sagittārum" significa "delle frecce". {-arum} è considerabile come un morfema cumulativo siccome identifica sia il genitivo che il plurale.
Un tipo particolare di morfema cumulativo è quello del "morfema amalgamato", noto anche come "amalgama". Si definisce "amalgama" un morfema che è il risultato della fusione di due morfemi ormai non più riconoscibili. Un esempio si trova nella lingua francese dove la preposizione "à" si unisce all'articolo determinativo plurale "les" creando la preposizione articolata "aux" ("ai"). Come si vede, gli elementi di partenza non sono più distinguibili e portano sia il significato della preposizione che dell'articolo.

### Morfema soprasegmentale
Detto anche superfisso e/o soprafisso, è un tipo di morfema in cui un determinato valore morfologico si manifesta attraverso un tratto soprasegmentale. Un esempio è la posizione dell'accento e del tono.

## Il morfoma
L'allomorfia porta con sé dei problemi lessicali come, ad esempio, quello delle radici lessicali. Alcuni linguisti hanno perciò deciso di aggiungere un'altra categoria: il morfoma.
Il morfoma presenta innanzitutto un significato solo morfologico, dunque è privo della dimensione semantica. Il morfoma viene rappresentato da alcune regolarità astratte della struttura che ricorrono nei paradigmi morfologici. Un esempio pratico è rappresentato dal verbo latino scribo , "scrivere". La radice del verbo è "scrib-" che caratterizza i tempi verbali dell'imperfetto e del presente; "script-" si trova nel supino e nel participio passato; "scrips-", infine, si trova nelle forme del perfetto.
Quello che è davvero interessante del concetto di morfoma è che le forme citate del verbo scribo non vanno per forza intese come derivate da una stessa base (quindi come allomorfi).